# Chimarra crena
Chimarra crena är en nattsländeart som beskrevs av Bueno-soria 1983. Chimarra crena ingår i släktet Chimarra och familjen stengömmenattsländor. Inga underarter finns listade i Catalogue of Life.